# 张注洪
张注洪（1926年12月27日—2022年9月13日），男，山西万荣人，中华人民共和国历史学家，北京大学历史学系教授。长期从事中国现代革命史研究及史料编纂工作。

## 生平
1926年12月生于山西省万泉县皇甫乡高家庄村。曾就读于曲沃贡院高小、民族革命小学。1939年夏加入八路军第115师343旅汾南游击大队，直到1941年夏小学毕业。1946年11月被清华大学外语系录取，期间加入中国民主青年同盟。1949年转入历史专业。1952年毕业后，因院系调整，被分配到北京大学历史学系任助教。1955年8月起在中国近代史教研室从事教学、科研、编译等工作。1978年至1988年，被借调至中国社会科学院近代史研究所，期间于1983年被评为副研究员，1986年1月被评为研究员。1993年1月转聘为北京大学历史学系教授。2022年9月13日1时30分在北京逝世。

## 社会兼职
兼任中国现代史学会理事、中国抗日战争史学会理事、中国国际友人研究会理事、中华全国妇女联合会妇女运动史料编委会委员、中共北京市委党史研究室特约研究员、北京抗日战争史研究会常务理事、中国人民抗日战争纪念馆兼职研究员等。

## 出版物
著有《新民主主义革命史研究述略》《国际友人与抗日战争》《中国现代史论稿》《中国现代革命史史料学》《中国近现代史史料学述论》《中美文化关系的历史轨迹》《国外研究中国近现代史的进程与评析》《中国抗日战争史论稿》等书。